# México en los Juegos Mundiales de 2013

México fue representado por 27 deportistas en los Juegos Mundiales de Cali 2013.
La delegación logró un récord histórico de medallas para el país.

## Participantes por deporte

### Baile deportivo
Baile Standar
- David Castañón Perea
- Dulce Montserrat Osorno Llanos

Salsa
- Jorge Alberto Cerritos Díaz
- Karen Lazo Rosey

Baile latino
- Dulce Elvira Chilado Ortiz
- Éric Iván Vázquez Moreno

### Boliche
Individual varonil
- Alejandro Cruz

Individual femenil
- Sandra Góngora

### Duatlón
Duatlón femenil
- María Eugenia Barrera Anduaga

Duatlón varonil
- José Luis Córdova Pérez
- Édgar Eduardo Espinosa Flores

### Esquí acuático
Salto varonil
- Sergio Font Ramírez
- Carlos Lamadrid Hernández

Slalom varonil
- Sergio Font Ramírez
- Carlos Lamadrid Hernández

Trick varonil
- Sergio Font Ramírez
- Carlos Lamadrid Hernández

Wakeboard estilo libre femenil
- Larisa Aminta Morales González

Wakeboard estilo libre varonil
- Fernando Magaña Guerra
- Juan Pablo Ochoa Michaud

### Gimnasia rítmica
Listones
- Cynthia Valdez

Pelota
- Cynthia Valdez

Picas
- Cynthia Valdez

### Patinaje
Velocidad
- Sprint femenil 1,000 metros
  - Verónica Araceli Elías Alvarado
- Contra reloj femenil 300 metros
  - Verónica Araceli Elías Alvarado
- Sprint femenil 500 metros
  - Verónica Araceli Elías Alvarado
- Eliminación femenil 15000 metros
  - Verónica Araceli Elías Alvarado
- Eliminación por puntos femenil 10000 metros
  - Verónica Araceli Elías Alvarado
- Sprint varonil 1,000 metros
  - Jorge Luis Martínez
- Contra reloj varonil 300 metros
  - Jorge Luis Martínez Morales
- Sprint varonil 500 metros
  - Jorge Luis Martínez Morales
- Eliminación varonil 15000 metros
  - Jorge Luis Martínez Morales
- Eliminación por puntos varonil 10000 metros
  - Jorge Luis Martínez Morales

Ruta
- Carrera de puntos 10000 metros femenil
  - Verónica Araceli Elías Alvarado
- Carrera de eliminación 20000 metros femenil
  - Verónica Araceli Elías Alvarado
- Contra reloj 200 metros femenil
  - Verónica Araceli Elías Alvarado
- Sprint femenil 500 metros
  - Verónica Araceli Elías Alvarado
- Carrera de puntos 10000 metros varonil
  - Jorge Luis Martínez Morales
- Carrera de eliminación 20000 metros varonil
  - Jorge Luis Martínez Morales
- Contra reloj 200 metros varonil
  - Jorge Luis Martínez Morales
- Sprint varonil 500 metros
  - Jorge Luis Martínez Morales

### Raquetbol
Individual femenil
- Paola Longoria
- Jessica Viridiana Parrilla Bernal

Individual varonil
- Leopoldo Benjamín Gutiérrez Sotres
- Gilberto David Mejía de la Torre

### Squash
Femenil
- Samantha Terán

### Tiro de campo
Arco compuesto femenil
- Linda Ochoa
- Gabriela Yazmín Treviño Ramírez

Arco compuesto varonil
- Julio Ricardo Fierro Villarruel

- Datos: Q15627926